# Mỹ Đình 2
Mỹ Đình 2 là một phường thuộc quận Nam Từ Liêm, thành phố Hà Nội, Việt Nam.

## Địa lý
Phường Mỹ Đình 2 nằm ở trung tâm quận Nam Từ Liêm, có vị trí địa lý:
- Phía đông và phía bắc giáp quận Cầu Giấy
- Phía tây giáp phường Cầu Diễn
- Phía nam giáp phường Mỹ Đình 1.

Phường có diện tích 1,94 km², dân số năm 2022 là 33.666 người, mật độ dân số đạt 17.353 người/km².

## Lịch sử
Phường Mỹ Đình 2 được thành lập vào ngày 27 tháng 12 năm 2013 trên cơ sở điều chỉnh 197 ha diện tích tự nhiên và 26.991 người của xã Mỹ Đình thuộc huyện Từ Liêm cũ.
Ngày 27 tháng 4 năm 2021, Ủy ban Thường vụ Quốc hội ban hành Nghị quyết số 1263/NQ-UBTVQH14 (nghị quyết có hiệu lực từ ngày 1 tháng 7 năm 2021). Theo đó, điều chỉnh 1,86 ha diện tích tự nhiên tổ dân phố số 28 do phường Mai Dịch, quận Cầu Giấy quản lý hành chính đang thuộc địa giới hành chính của phường Mỹ Đình 2 vào phường Mai Dịch, quận Cầu Giấy.
Sau khi điều chỉnh địa giới hành chính, phường Mỹ Đình 2 có diện tích 1,94 km², dân số là 32.000 người.